# Leigh Sinton
Leigh Sinton är en by i Worcestershire i England. Byn är belägen 8 km 
från Worcester. Orten har 749 invånare (2016).